# Arienne Mandi
Pour les articles homonymes, voir Mandi.
Arienne Mandi est une actrice américaine, née le 8 avril 1994 à Los Angeles.
Elle est notamment connue pour le rôle de Dani Núñez dans la série The L Word: Generation Q.

## Biographie
Arienne Mandi est née et a grandi en Californie. Sa mère Luz Cecilia Saenz est Chilienne et son père Ali Reza Mandighomi est Iranien. Elle est la cousine de la chanteuse, actrice et mannequin Nazanin Mandi(en). Arienne Mandi parle anglais, espagnol, farsi et français. Elle se définit comme pansexuelle.

## Carrière
En 2019, elle fait partie des actrices principales de la série The L Word: Generation Q. Elle est de retour dans la saison 3 qui débute en novembre 2022 et qui est diffusée sur Showtime aux États-Unis, sur Canal+ en France et Crave au Canada.
En 2025, elle joue le rôle de Noor Taheri, une iranienne qui travaille pour l'ONU à New York dans la deuxième saison de The Night Agent. 

## Filmographie

### Cinéma

#### Longs métrages
- 2017 : Escape Artist : Arienne
- 2018 : Baja : Lisa Bolanos / Lorena De Los Rios
- 2019 : Break Even : Maddy
- 2023 : Tatami de Zar Amir Ebrahimi et Guy Nattiv : Leila Hosseini

#### Courts métrages
- 2015 : Between the Lines : Madeline

### Télévision

#### Séries télévisées
- 2014 : The Interns : Mimi
- 2014 : Matador : la fille nicaraguéenne
- 2015 : NCIS : Los Angeles : Catalina Diaz
- 2015 : Agent X : Afshan
- 2017 : In the Vault : Valentina Velez (8 épisodes)
- 2018 : NCIS : Enquêtes spéciales : Emma Sweeney
- 2018 : Hawaii Five-0 : Carlotta
- 2019-2021 : The L Word: Generation Q : Dani Nunez (16 épisodes)
- depuis 2025 : The Night Agent : Noor

#### Téléfilms
- 2022 : Love Classified : Franki